# 참이슬
참이슬은 하이트진로에서 생산/판매하는 소주의 상품명이다. 원수를 대나무숯으로 다섯 번 걸러 사용하며, 알코올 함량은 참이슬 Fresh 16.0%, 참이슬 CLASSIC이 20.1%이다. 100% 천연원료와 100% 천연첨가물을 사용하며 대나무 활성 숯으로 정제해 숙취유발 원인물질을 제거하고 깨끗한 맛을 더욱 강화하였다. 이 브랜드 네임은 크로스포인트의 대표 손혜원이 지은 것으로, 소주를 냉각할 때 이슬이 맺히는 것 같아 붙여진 회사명이자 브랜드명인 진로(眞露)에서 한자 훈을 따온 것이다. 발매 초기 상품명은 참진이슬로(참眞이슬露)였으며, 2006년 8월 18일 참이슬 Fresh 출시 이후 참이슬과 참진이슬로 브랜드를 혼용하다가 2009년 12월 리뉴얼과 함께 브랜드명을 참이슬로 통일하였다. 이후 참이슬 Fresh 와 참이슬 Original로 생산/판매를 해오다 2012년 1월 참이슬 Fresh는 참이슬로, 참이슬 Original은 참이슬 CLASSIC으로 각각 리뉴얼하였다.

## 용량
- 200, 360, 400, 640밀리리터
- 1.8리터

## 연표
- 1998년 10월 19일 출시. 그 당시 도수는 23도였다.
- 2001년 2월 : 22도로 도수를 낮추고, 상표의 디자인을 변경함.
- 2002년 7월 : 공정 개선[출처 필요]
- 2004년 2월 : 21도로 도수를 낮춤.
- 2006년 2월 : 20.1도로 도수를 낮춤.
- 2009년 12월 : 로고,라벨변경 공정개선 주질개선.
- 2012년 1월 : 참이슬 (17.8도), 참이슬 CLASSIC (20.1도) 리뉴얼.
- 2018년 4월 : 참이슬 후레쉬 (17.2도) 리뉴얼.
- 2019년 3월 : 참이슬 후레쉬 (17도) 리뉴얼.

## 참이슬
참이슬 Fresh은 16%로 알코올 함량을 낮춘 제품이며, 참이슬 Fresh에서 2019년 3월에 리뉴얼되었다.

## 참이슬 CLASSIC
참이슬 CLASSIC은 20.1%로 참이슬 Original에서 2012년 1월에 리뉴얼되었다.

## 같이 보기
- 진로골드
- 진로제이
- 즐겨찾기
- 처음처럼